# Amster Yard

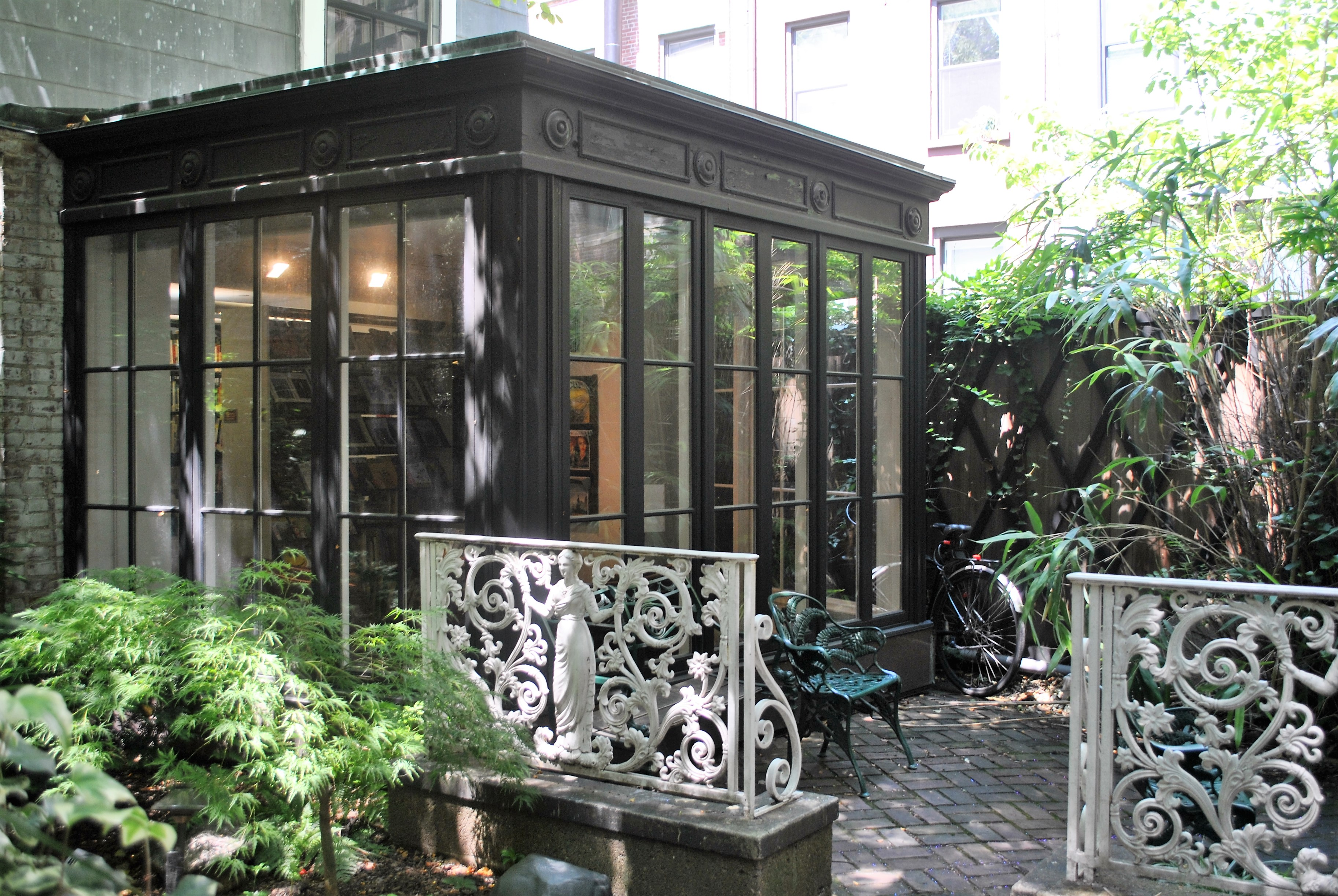
La entrada del apartamento de James Amster.

Amster Yard es un pequeño enclave en los vecindarios de East Midtown y Turtle Bay de Manhattan en Nueva York, que consta de un patio y un grupo de cinco estructuras circundantes. El patio en forma de "L", creado por el artista James Amster entre 1944 y 1946, se encuentra en el medio de la cuadra delimitada en el sentido de las agujas del reloj desde el sur por la calle 49, la Tercera Avenida, la calle 50 y la Segunda Avenida. Los cinco edificios fueron remodelados por Ted Sandler y Harold Sterner. Desde 1999, el astillero y sus estructuras circundantes son propiedad del Instituto Cervantes New York, una Organización sin ánimo de lucro creada por el gobierno español.
La entrada al patio está debajo de dos edificios en la calle 49. Amster creó el patio con plantaciones, una pasarela y un patio rodeado de varios edificios de poca altura del siglo XIX. Había tiendas comerciales en la planta baja y seis apartamentos arriba. Las tres estructuras en la parte trasera del patio son réplicas de las estructuras originales. Debajo del propio patio hay numerosos espacios para el Instituto Cervantes, que incluyen un auditorio, una biblioteca y una galería.
El edificio fue originalmente una pensión del siglo XIX, una estación de Boston Post Road y un patio comercial, pero estaba abandonado cuando Amster lo compró en 1944. Amster Yard se convirtió en un lugar de encuentro popular dentro de la comunidad de Turtle Bay en las décadas posteriores a su finalización. En 1966, la Comisión de Preservación de Monumentos Históricos de la Ciudad de Nueva York designó el patio como un lugar emblemático de la ciudad. Amster murió en 1986, pero su socio de toda la vida, Robert K. Moyer, continuó viviendo allí hasta 1992, cuando fue el último inquilino residencial en mudarse.

## Descripción
Amster Yard está en 213 East 49th Street en los vecindarios de East Midtown y Turtle Bay de Manhattan en Nueva York. Ocupa un lote de forma irregular en la cuadra delimitada por la calle 49 al sur, la Segunda Avenida al este, la calle 50 al norte y la Tercera Avenida al oeste. Las estructuras que componen Amster Yard fueron ensambladas por el diseñador de interiores James Amster en 1944 y se abrieron en 1946. Los edificios y lugares cercanos incluyen Smith & Wollensky directamente al oeste; 219 East 49th Street directamente al este; Turtle Bay Gardens al sureste; y Lescaze House al sur.
El complejo consta de cinco edificios que cubren 17 500 pies cuadrados (162 580,3 dm²). Las estructuras fueron renovadas por Ted Sandler, que normalmente trabajaba como arquitecto, y Harold Sterner, que normalmente trabajaba como artista. Según la revista Architectural Record, Sterner fue el arquitecto del proyecto y Sandler fue el consultor de diseño de interiores. Además, Sheppard-Pollack Inc. fue el contratista general. Amster Yard se pensó en gran medida desde el principio como un enclave comercial; otros enclaves de este tipo a mitad de cuadra, como Washington Mews, Pomander Walk o Strivers 'Row, eran en su mayoría residenciales por el contrario.

### Edificios

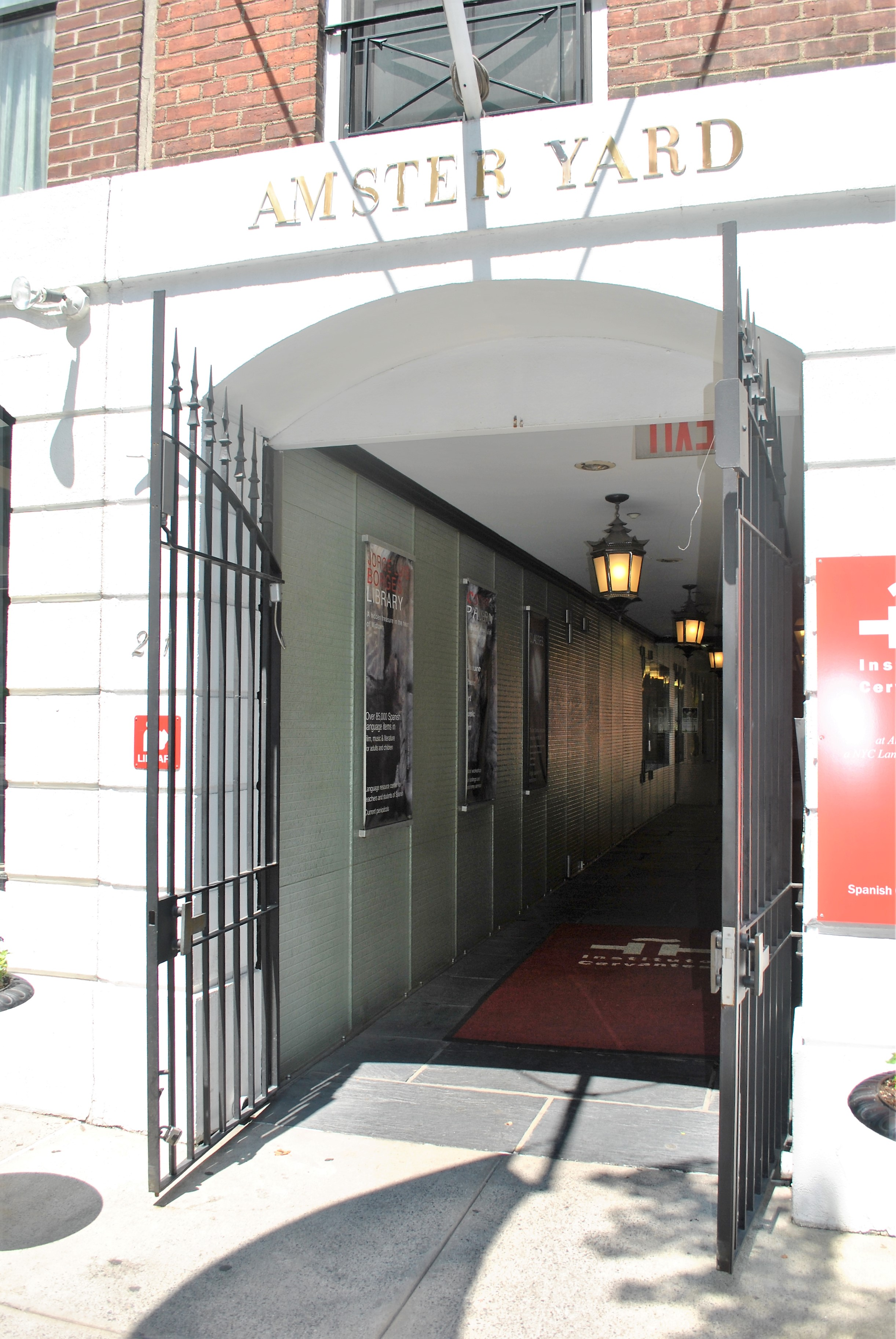
La entrada original

Los cinco edificios originalmente tenían entre uno y cuatro pisos y estaban compuestos por apartamentos, tiendas y oficinas. En el lado sur del patio hay dos estructuras de estilo federal en 211 y 215 East 49th Street, las únicas estructuras que quedan del complejo original. El primero tiene cuatro pisos de altura, mientras que el segundo tiene tres pisos. Ambas casas de la calle 49 tienen una fachada de piedra en el nivel del suelo y ladrillo en los pisos superiores. La estructura occidental en 211 East 49th Street tiene un arco en el medio de la planta baja que conduce al patio en la parte trasera. La estructura este en 215 East 49th Street tiene un tramo central ligeramente saliente, así como un taller en la planta baja que contiene una entrada trasera al patio propiamente dicho. Estas estructuras se habían construido en el siglo XIX como casas adosadas de piedra rojiza, pero fueron revestidas con piedra caliza y ladrillo cuando Amster renovó las propiedades en la década de 1940.
En la parte trasera del patio había una tienda de artesanías griegas donde Jacqueline Kennedy solía comprar. Las otras dos estructuras en el lado norte del patio eran un edificio de tres pisos al oeste, así como un bungaló de dos dormitorios y dos pisos al este. Las estructuras en el límite norte del patio pueden haber sido establos de caballos. Los primeros pisos de estas estructuras se convirtieron en salas de exposición, oficinas, almacenes y calentadores de agua. Los espacios del primer piso contenían las oficinas de Sterner y Amster, así como tiendas de antigüedades y textiles. También había una lavandería de servicio completo compartida por todos los inquilinos. Los edificios traseros fueron demolidos en 2001 y reemplazados por réplicas idénticas.
Cuando Amster renovó los edificios, se organizaron como seis apartamentos. Tres unidades estaban al frente del complejo, que consistían en dos unidades dúplex y una unidad de un solo piso en 211 y 215 East 49th Street, sobre la tienda y el arco.  Las otras tres unidades en la parte trasera eran apartamentos de un solo piso. Dos ocupaban el segundo y tercer pisos y estaban conectados por una nueva escalera, mientras que el otro estaba en el segundo piso del bungaló. Los interiores de los apartamentos estaban destinados a maximizar la luz y también brindar privacidad, ya que muchas de las habitaciones daban al patio. Amster originalmente coordinó los esquemas de color de cada apartamento de acuerdo con las preferencias de cada inquilino, pero las áreas compartidas tenían un esquema de color común de verde intenso junto con numerosos tonos de gris.

### Patio
El patio propiamente dicho consta de un patio de 370 m² con pavimento de adoquines. El patio estaba originalmente decorado con paredes de hiedra, ventanas pintadas y rejas de hierro en los edificios circundantes, así como farolas en el patio propiamente dicho. Cuando se inauguró el patio en 1946, la mentora y amiga de Amster, Elsie de Wolfe, sugirió que pusiera un espejo en el extremo norte del patio para dar la impresión de un espacio más grande. Amster enmarcó el espejo dentro de un arco, que permaneció en su lugar durante el siglo XXI. Las paredes exteriores que dan al patio se pintaron en gris claro y los árboles existentes se conservaron en la renovación de la década de 1940. Se utilizaron esculturas y herrajes como elementos decorativos. A lo largo del lado sur del patio había una logia con un dosel de metal y un piso de losas. El patio estaba plantado con varias flores.
El patio original fue completamente renovado a principios de la década de 2000, y se instalaron nuevas instalaciones debajo para el ocupante, el Instituto Cervantes de Nueva York. Las estructuras más nuevas incluyen un auditorio de 132 asientos que mide 12,2 por 12,2 m de ancho, excavado a una profundidad de 5,8 m. Las instalaciones también incluyen una biblioteca con capacidad para 65,000 volúmenes y un 150 m² galería. Aulas, oficinas y una sala de degustación de vinos también se encuentran debajo del patio. Un moderno puente de vidrio también atraviesa el patio, conectando las estructuras del instituto.

## Historia

### Primeros años

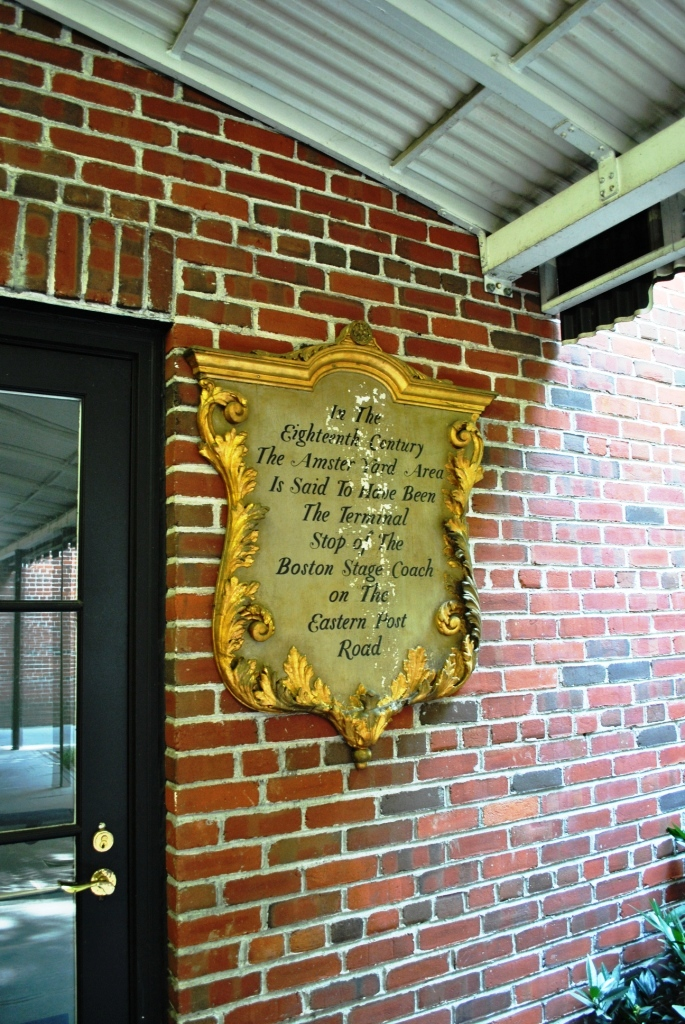
Marcador original de Boston Stage Coach

Los edificios que originalmente formaban parte de Amster Yard se construyeron a finales del siglo XIX. Según los registros fiscales, los lotes que rodean el patio eran propiedad de John Molloy en 1870, cuando construyó una "carpintería de un piso" en el lado norte del patio. El sitio también contenía una pensión del siglo XIX, una estación de Boston Post Road y un patio comercial.  Según los informes, la región fue el término de Boston Post Road durante el siglo XVIII.
A principios del siglo XX, una gran parte de la población de Turtle Bay estaba involucrada en las artes o la arquitectura, y se construyeron estructuras como el Beaux-Arts Institute of Design y los Jardines y Beaux-Arts Apartments de Turtle Bay para esta comunidad. La renovación de William Lescaze de una casa de piedra rojiza existente en la calle 48, y su posterior conversión en Lescaze House, inspiró renovaciones similares a otras estructuras en el vecindario. En la década de 1940, el sitio estaba ocupado por una pensión de vecindad; tiendas para zapatero, fontanero y electricista; y un patio lleno de escombros. También había albergado el estudio del escultor Isamu Noguchi en ese momento.

### Creación y primeros años
James Amster, una figura popular en la vida social de la ciudad de Nueva York a mediados del siglo XX, compró los edificios a City Bank Farmers Trust Company en junio de 1944. Se había enterado de las estructuras durante una fiesta, cuando dos invitados de la industria inmobiliaria le habían contado a Amster sobre la propiedad. Inicialmente, se planeó destruir las estructuras existentes.  Se planeó un edificio de 15 pisos para el sitio, pero Bernard Baruch, un amigo del padre de Amster, sugirió que no lo hiciera. Una consideración fue el hecho de que se requería que una nueva estructura en el sitio tuviera una profundidad mínima de patio trasero de 6,4 a 7,6 m. Las regulaciones de zonificación dictaban que dos tercios de la parte trasera de la propiedad tendrían que ser oficinas y tiendas. En consecuencia, Amster decidió comercializar el desarrollo hacia decoradores, dada la proximidad del patio a las tiendas de antigüedades y telas de la Tercera Avenida. La renovación de las estructuras ruinosas implicó "compras infatigables", como se describe en Architectural Forum, aunque se sustituyeron algunos materiales si no se podían encontrar fácilmente.
Amster organizó una fiesta el 23 de mayo de 1946 para celebrar la apertura del patio y las estructuras residenciales. Había setecientos invitados, incluidos amigos y clientes de Amster, así como periodistas. Posteriormente, Amster recordó que creía que el patio se sumaba al "orgullo cívico de la ciudad". Los apartamentos se alquilaron originalmente a ocho personas, todas las cuales habían acordado ocupar el espacio antes de que comenzaran las renovaciones. Sterner y su esposa Paula tomaron una unidad y Amster tomaron otra. El apartamento de Amster, encima de la tienda en 215 East 49th Street, estaba decorado con muebles Biedermeier. El número del 9 de diciembre de 1946 de la revista Life presentaba una imagen de página completa de su árbol de Navidad, decorado con santos de los siglos XV y XVI, un niño Jesús y bolas de vidrio soplado a mano del siglo XVIII. Las otras cuatro unidades estaban ocupadas por cinco de los amigos o asociados de Amster: Dwight Deere Wiman, Sr. y Sra. WW Whitall, Leonard Hanna y Billy Baldwin. Hanna instaló un pequeño ascensor en su apartamento antes de mudarse.
En la década posterior a su finalización, numerosos inquilinos adicionales firmaron contratos de arrendamiento en Amster Yard. Por ejemplo, el diseñador de interiores John Gerald firmó un contrato de arrendamiento de espacio en 1951, y la empresa de construcción naval Gibbs Corporation arrendó un espacio en 1958. Salvatore N. Schaino presentó planes para alterar las oficinas de James Amster Associates en junio de 1958 a un costo de 3000 dólares. El patio en sí se convirtió en un lugar de encuentro local popular, donde se celebraron varias fiestas, eventos formales y reuniones de organizaciones comunitarias. Los eventos que se llevaron a cabo en el patio incluyeron eventos para recaudar fondos, exhibiciones florales de Pascua, y exhibiciones de antigüedades. Durante la década de 1960, los residentes de Turtle Bay se reunieron en el patio para escuchar villancicos y luego marcharon por las calles cantando. La práctica se detuvo después de que los residentes de los cercanos Turtle Bay Gardens se quejaron de una de esas reuniones, a la que asistieron más de cuatrocientas personas.

### Finales delsigloXX

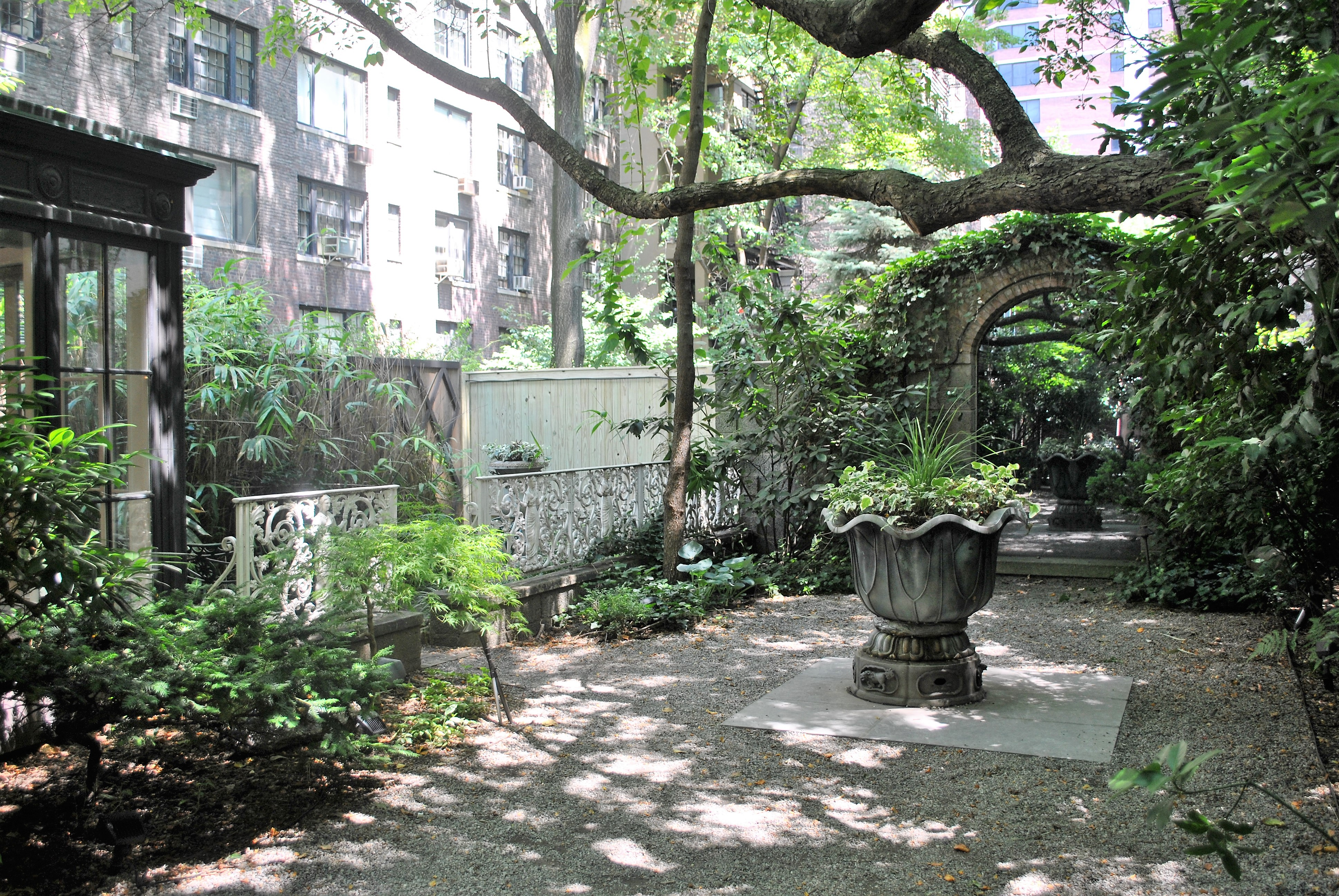
Espejo enmarcado por un arco en Amster Yard

En abril de 1966, la Comisión de Preservación de Monumentos Históricos de la Ciudad de Nueva York (LPC) nominó a Amster Yard para el estatus de monumento histórico de la ciudad. Más tarde ese año, el LPC designó el patio y los edificios circundantes como un hito de la ciudad, citando el carácter del patio y su historia como parada de diligencias. Amster celebró la designación organizando una fiesta en el patio e invitando a amigos y vecinos, incluidos los diseñadores de moda Norman Norell y John Moore, así como la esposa de Oscar Hammerstein II. Cuando se construyó la torre de oficinas adyacente de 31 pisos en 805 Third Avenue a principios de la década de 1980, los desarrolladores de la torre de oficinas crearon una fachada de piedra blanca y ladrillo marrón adyacente al patio, como lo exigían las regulaciones de LPC. La torre de oficinas también usó algunos de los derechos aéreos no utilizados sobre Amster Yard, a cambio de un cheque mensual enviado a Amster.
Durante las últimas décadas del siglo XX, Amster Yard contó con dos inquilinos residenciales y varias empresas de publicidad. Entre los ocupantes se encontraba la empresa de muebles para el hogar SwidPowell, que se mudó a Amster Yard en 1982. James Amster estaba en una relación duradera con Robert K. Moyer, y el periodista y amigo Mike Wallace los describió en 1995 como "una maravillosa pareja de ancianos". Amster murió de leucemia en 1986. Posteriormente, el patio comenzó a perder gran parte de su atractivo como enclave residencial. Moyer continuó viviendo en Amster Yard hasta 1992, cuando fue el último inquilino en mudarse. Amster Yard acogió a varios ocupantes comerciales, incluida la agencia de publicidad McCann Amster Yard, una subsidiaria de McCann-Erickson Worldwide. El patio todavía estaba mayormente cerrado al público, y los visitantes tenían que presionar un timbre para ingresar al patio.
Para 1998, las cinco propiedades y el patio propiamente dicho estaban en ejecución hipotecaria. Praedium Two Fund, subsidiaria de Credit Suisse First Boston, había comprado el sitio en una venta por quiebra en febrero. Amster Yard estaba cubierto por un billete de 5,25 millones de dólares, pero había caído en ejecución hipotecaria, y Praedium lo había comprado por 3,8 millones de dólares, un treinta por ciento menos que el valor nominal del billete. El propietario dio a todos los inquilinos existentes hasta ese mes de julio para que se fueran; En ese momento, los edificios estaban deteriorados, con fugas en las tuberías. En términos inmobiliarios, la transacción fue inusual porque, para otras propiedades igualmente baratas, los compradores generalmente renovaron la propiedad en lugar de desalojar a todos los inquilinos. Amster Yard fue adquirida en mayo de 1999 por el Instituto Cervantes de Nueva York, una agencia del gobierno español. El instituto había comprado los edificios por 9 millones de dólares, lo que representa un rendimiento del 137 por ciento para Praedium.

### Reforma del Instituto Cervantes
El Instituto Cervantes planeaba mudarse de su espacio en Chanin Building, a varias cuadras de distancia, cuando compró Amster Yard. Los funcionarios españoles inicialmente proyectaron que la propiedad podría renovarse por 2 millones de dólares. Sin embargo, el instituto encontró posteriormente problemas estructurales graves en los edificios existentes del patio, como paredes agrietadas y paredes de ladrillo extremadamente delgadas. En julio de 2001, el Instituto Cervantes propuso demoler los tres edificios en la parte trasera del patio. La demolición fue aprobada en octubre y las estructuras fueron demolidas en gran parte para ese diciembre. Los conservacionistas y otras partes expresaron su decepción por la demolición, incluso cuando el instituto planeaba restaurar las estructuras. Michael J. Lewis, escribiendo para The New York Times, declaró que "los críticos señalan que el resultado será una réplica insípida". La New York Landmarks Conservancy tenía una servidumbre que le permitía revisar los cambios propuestos al patio, pero la conservación había dado su aprobación solo para las reparaciones. Los residentes de Turtle Bay también se opusieron a la demolición, y Moyer dijo que "simplemente no podía soportar pasar por allí".
El patio fue excavado para la construcción de instalaciones de sótano adicionales para el instituto. El proyecto fue realizado por los arquitectos Ad Hoc MSL y Victor Schwartz, así como por el contratista general Regele Builders. En 2003 se habían construido réplicas de las estructuras originales, y los contratistas utilizaron fotografías de archivo para aproximarse a las especificaciones originales. Algunas de las réplicas tuvieron que usar materiales alternativos, como el techo de tejas en la parte trasera del patio, que tuvo que ser reconstruido en cobre recubierto de plomo en lugar del amianto original. Los interiores de las estructuras se habían reconstruido por completo. Moyer y algunos de los socios de toda la vida de Amster, que visitaron el patio a finales de 2003, declararon que las réplicas les daban recuerdos del patio original. El 10 de octubre de 2003, el Instituto Cervantes fue reabierto por Felipe VI.